# Żeglarstwo

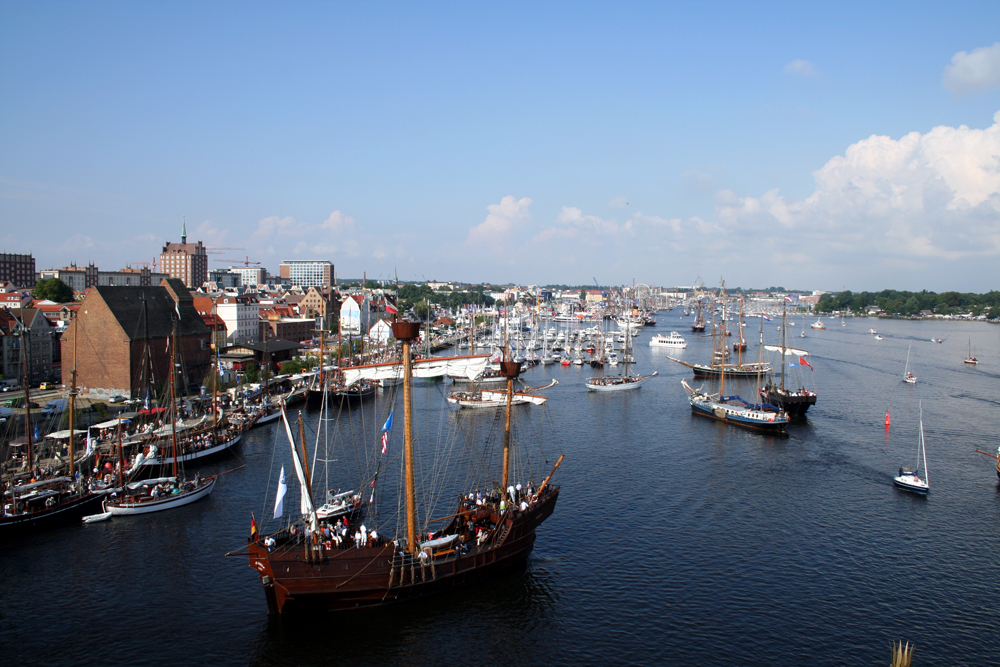
Hanse Sail, Rostock

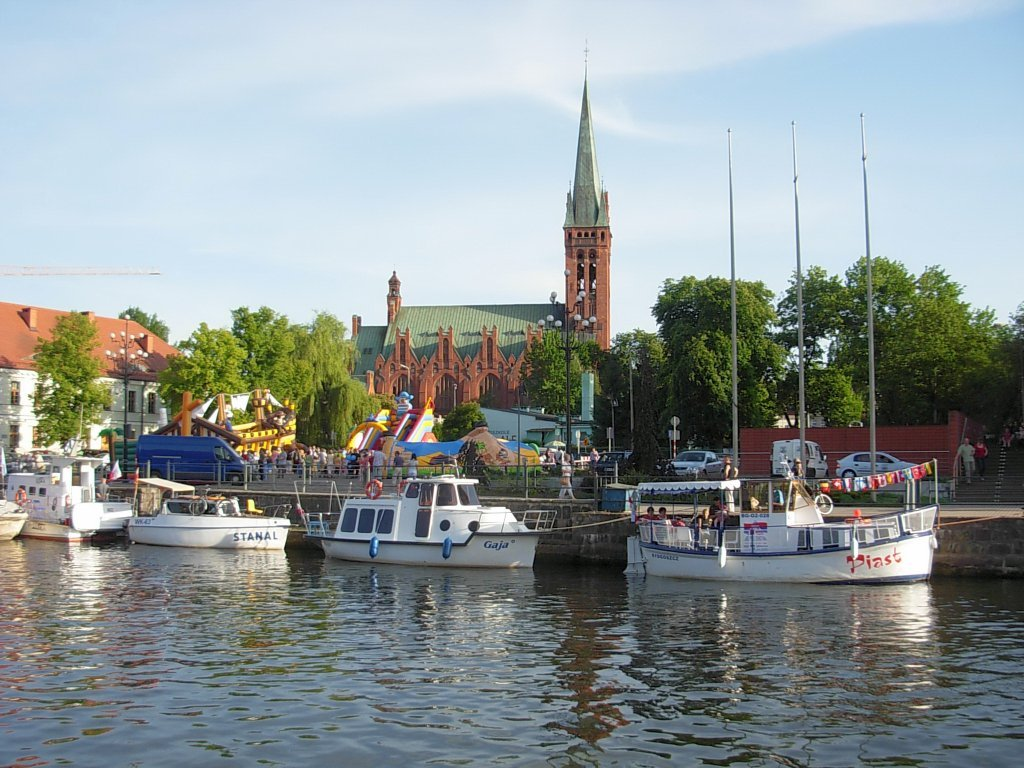
„Ster na Bydgoszcz”, międzynarodowa, cykliczna impreza żeglarska na Brdzie

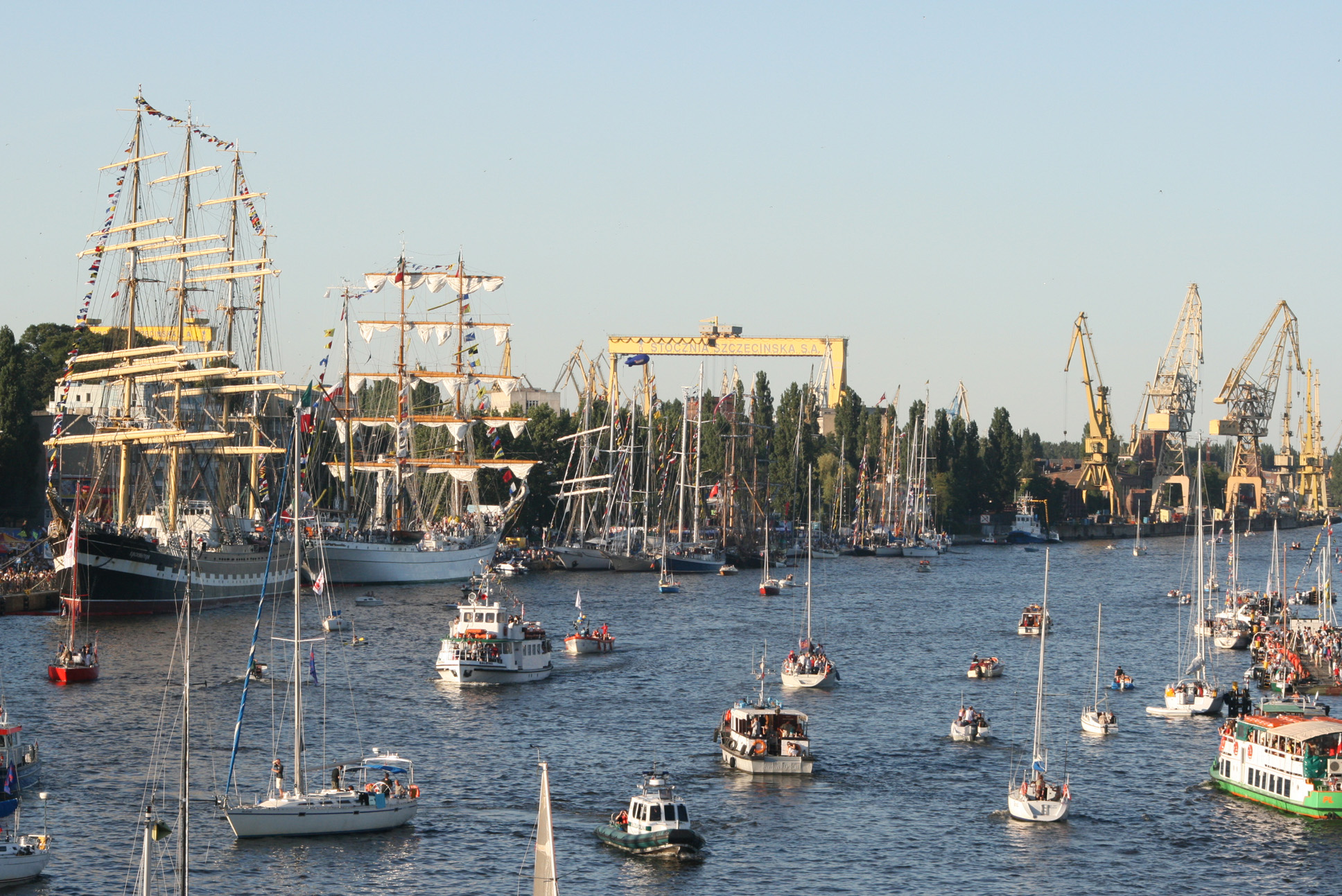
Finał The Tall Ships’ Races 2007 w Szczecinie

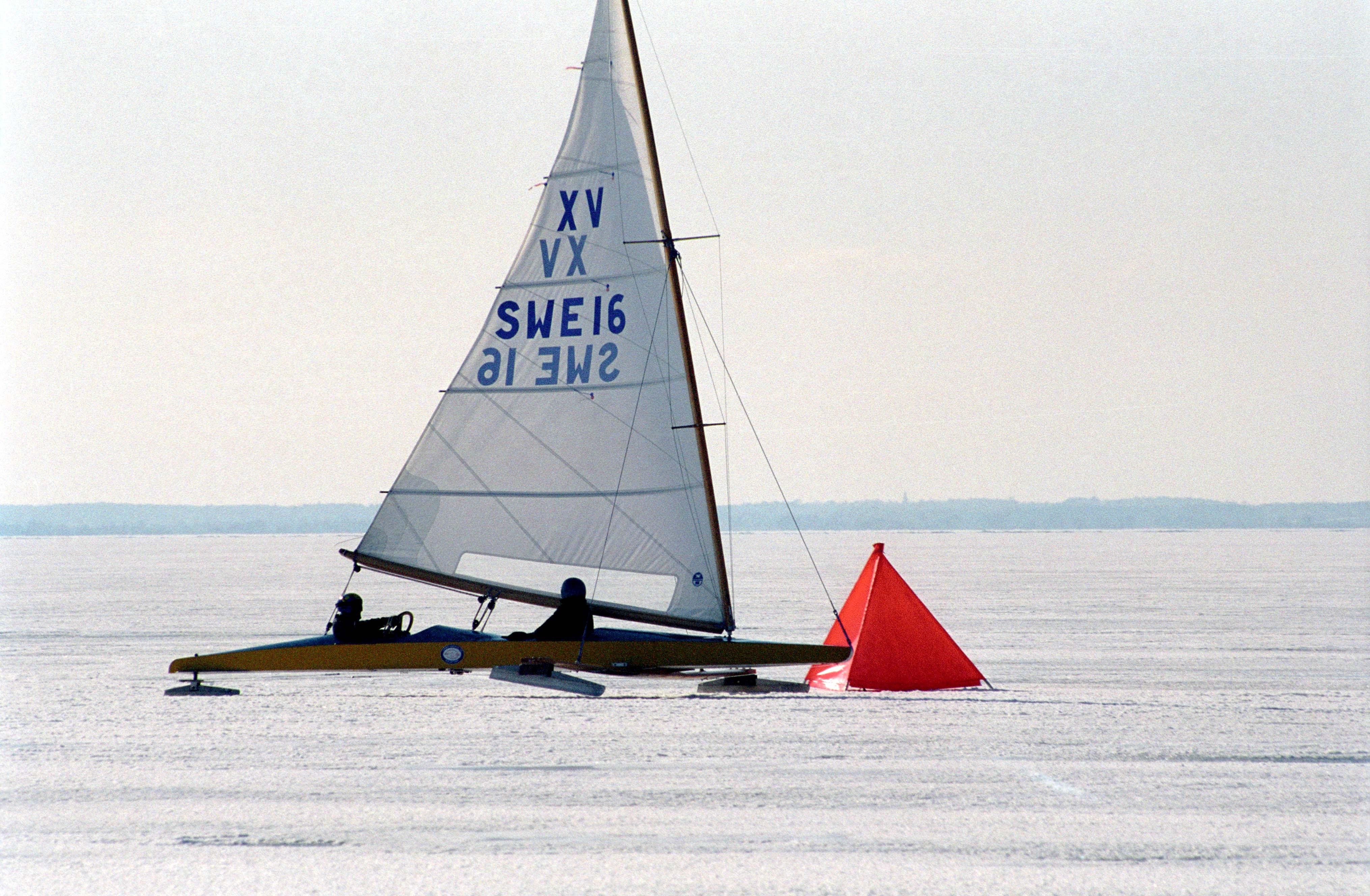
Bojer na tafli lodu

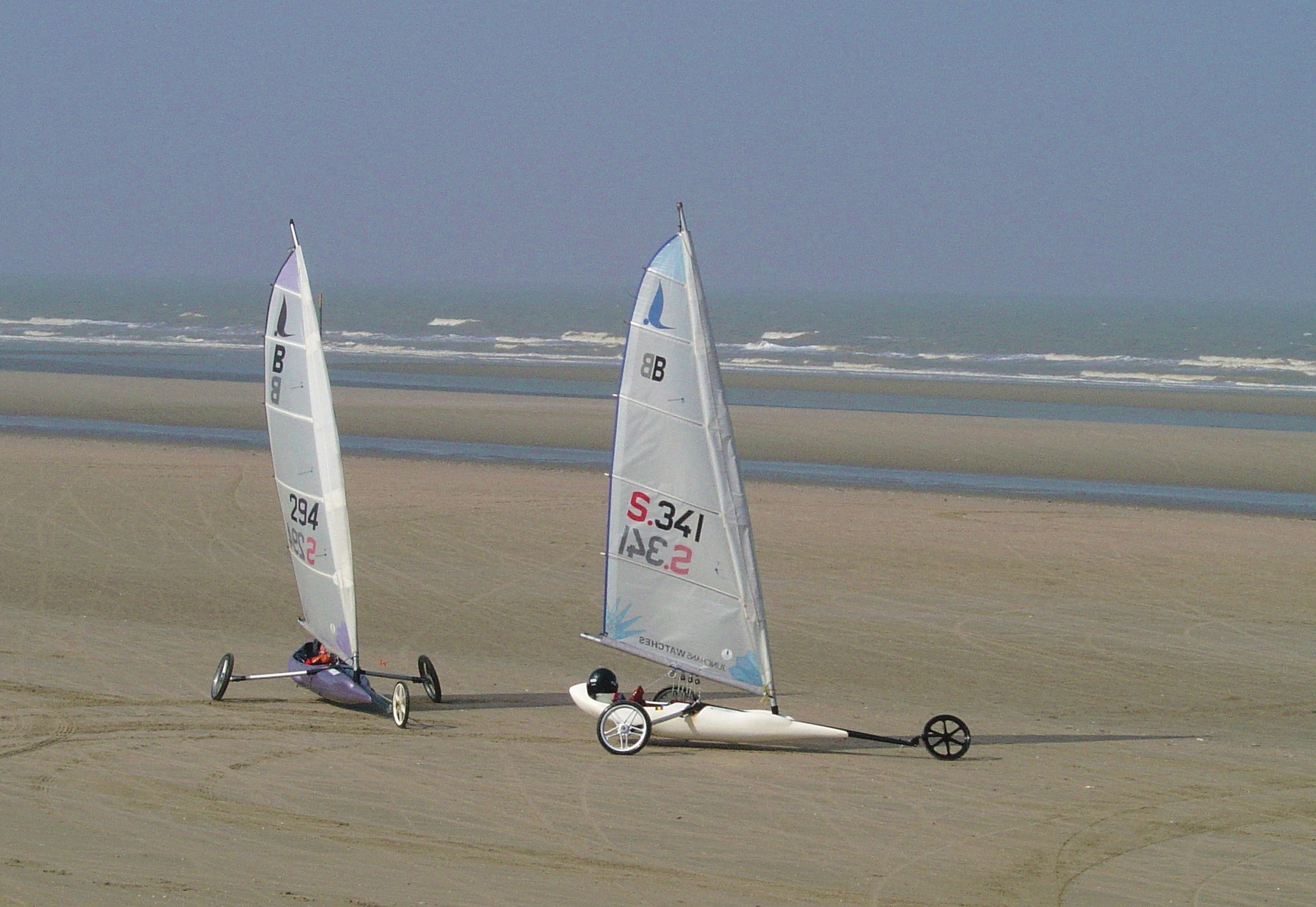
Żaglowozy na plaży

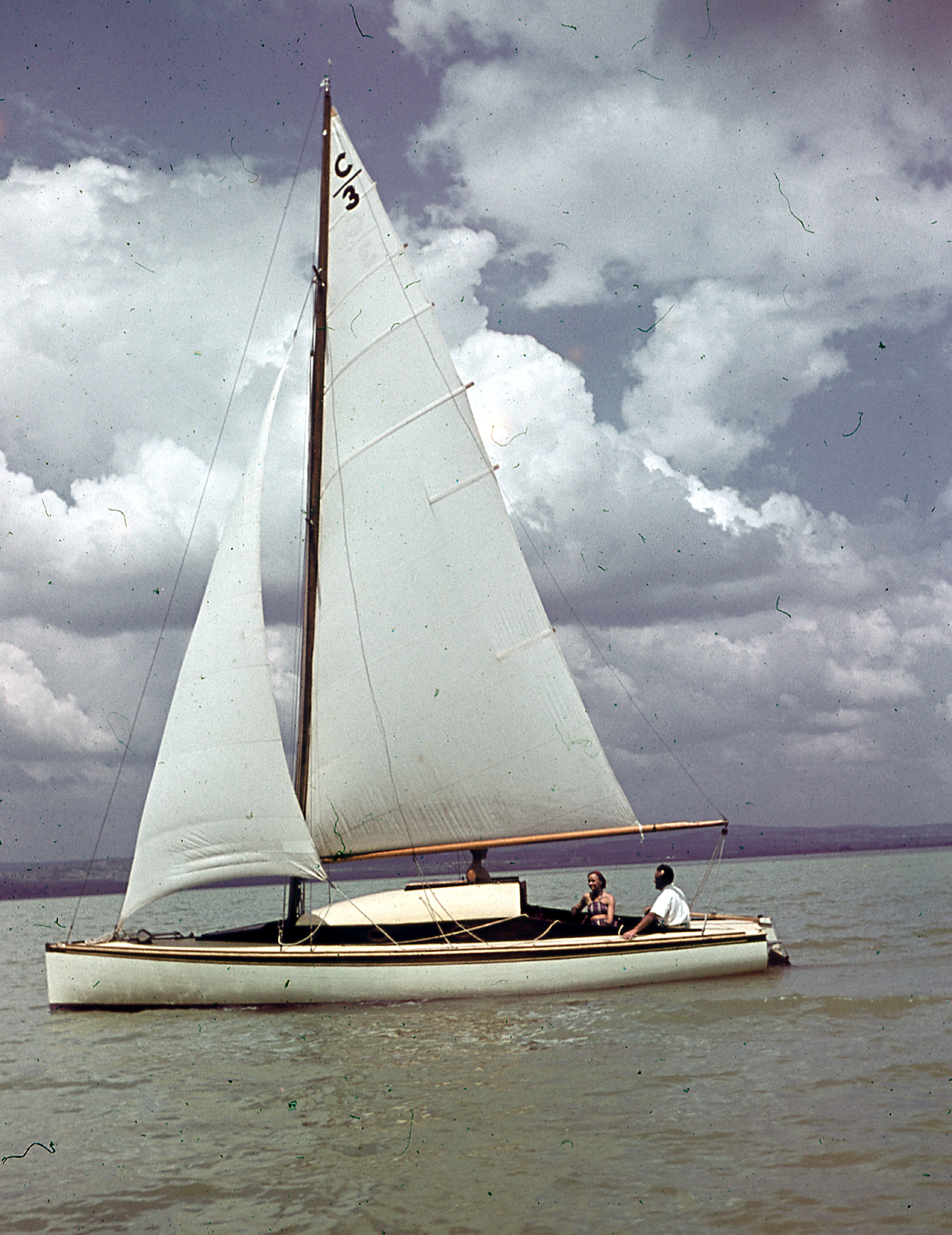
Żeglarstwo na Węgrzech w 1939

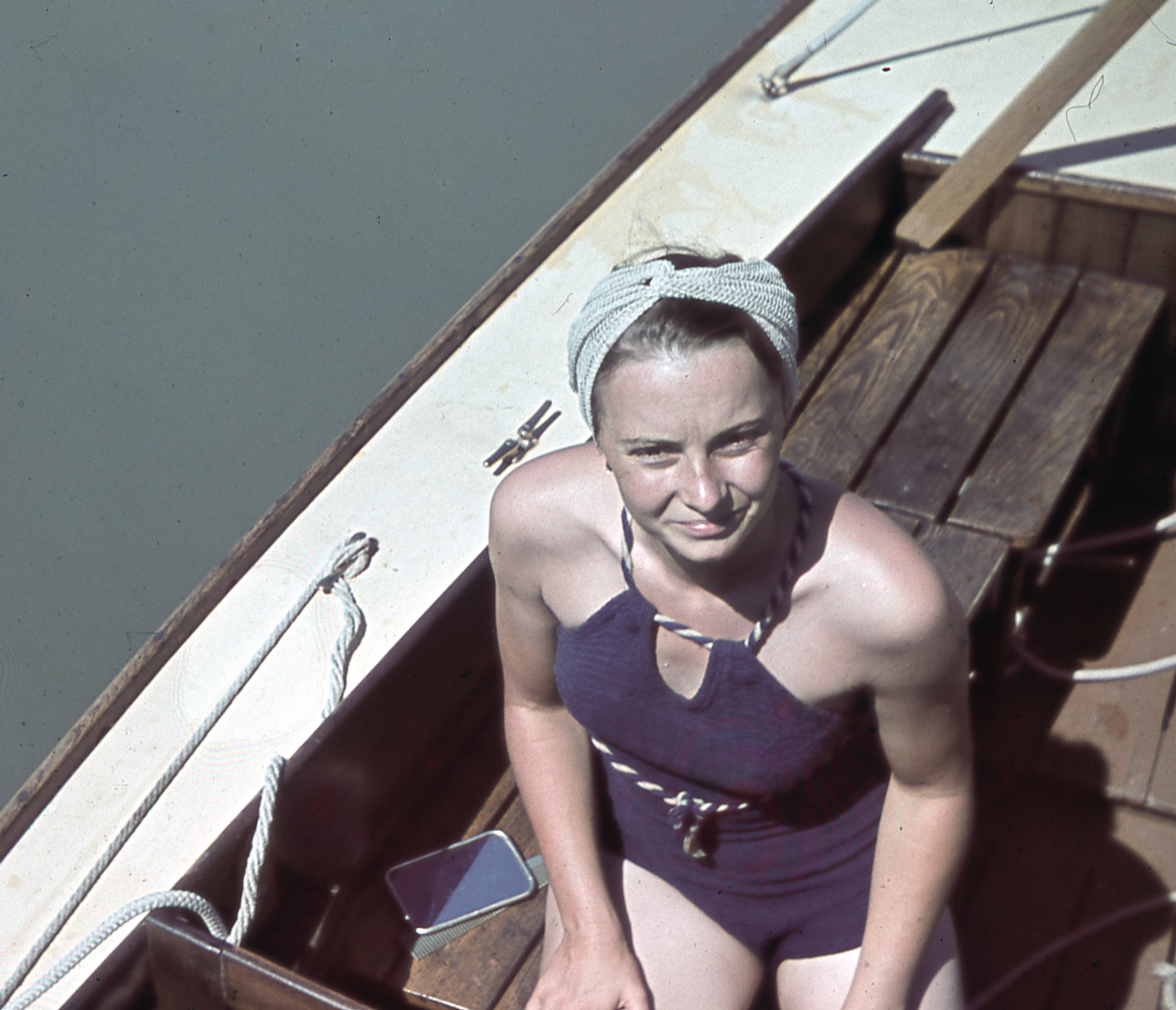
Kobieta uprawiająca żeglarstwo na Węgrzech w 1939

Żeglarstwo – dyscyplina sportów wodnych, rodzaj turystyki lub rekreacji, a także forma szkoleń – zarówno dla późniejszych marynarzy, oficerów i kapitanów jednostek, jak i jako tzw. szkoła charakterów dla młodzieży. Żeglarstwo uprawiane jest na jednostkach pływających napędzanych siłą wiatru za pośrednictwem żagli. W dawnym znaczeniu również odmiana transportu.

## Historia (wybór)
- Żeglarstwo zaczęto wyodrębniać jako zjawisko od ok. XVII w. Początkowo w Holandii i Anglii.
- W 1718 roku w Rosji powstaje Flotylla Newska uważana za pierwszy klub żeglarski.
- Od 22 sierpnia 1851 rozgrywana jest najstarsza impreza sportowa – Regaty o Puchar Ameryki.
- Żeglarstwo od 1900 roku jest dyscypliną olimpijską (II Letnie Igrzyska Olimpijskie Paryż 1900).
- W Paryżu w październiku 1907 r. powstaje Międzynarodowa Unia Jachtingu Regatowego (IYRU – International Yacht Racing Union) obecnie Międzynarodowa Federacja Żeglarska (ISAF – International Sailing Federation).
- od 1917 roku[1] datuje się działalność polskiego żeglarstwa we Władywostoku i Harbinie dający podwaliny do powstania żeglarstwa harcerskiego i żeglarstwa w wolnej Polsce po 1918 roku. Od 1917 roku harcerskie żeglarstwo realizowali Antoni Gregorkiewicz i Eustachy Czuma, skupiając młodzież w „Pierwszej Polskiej Drużynie Harcerskiej” im. Tadeusza Kościuszki. Inny wymiar harcerskiej działalności żeglarskiej nadał w 1918 roku Józef Jakóbkiewicz, realizując tam skautowe szkolenie o charakterze morskim. Większość młodzieży stanowiły polskie sieroty Dalekiego Wschodu. Dr psychologii J. Jakóbkiewicz, realizując misję ratowania polskich sierot na Dalekim Wschodzie, wprowadził idee skautingu wodnego w resocjalizacji dzieci. Skuteczność przygotowania młodzieży do życia była bardzo owocna. Z braku sprzętu żeglarskiego tymczasem położono nacisk na naukę pływania i wiosłowania. Od listopada 1918 r. pod jego kierunkiem pracują żeglarskie drużyny harcerskie na Dalekim Wschodzie w Harbinie i Władywostoku, przekształcone kolejno w Żeglarski Hufiec Syberyjski[2]. Sprzęt pływający był pożyczony od kolonii japońskiej. Łodzie były dziesięciowiosłowe a jedna z nich – FALA, jako jedyna miała lugrowy żagiel – szkolenia prowadzono od kwietnia do listopada w niedzielnych wyprawach po Zatoce Złoty Róg. W wakacje młodzież uczestniczyła w obozach zlokalizowanych na Wyspie Rosyjska. Animatorami obozów byli dr Jakóbkiewicz i drużynowy Gregorkiewicz. Były to pierwsze polskie obozy żeglarskie. Dzieci Żeglarskiego Hufca Syberyjskiego via Japonia i Stany Zjednoczone zostają szczęśliwie przetransportowane do wolnej Polski. Generał Mariusz Zaruski, który od 1894 roku był zesłańcem carskim do Archangielska jest kolejnym filarem żeglarstwa, w tym żeglarstwa harcerskiego. W Archangielsku ukończył Szkołę Morską z tytułem Szturmana Żeglugi Wielkiej. W rejsie na żaglowcu „Derżawa” przebył Ocean Arktyczny do Norwegii; pływał po morzach arktycznych jako kapitan na statku „Nadieżda”. Druh harcmistrz Witold Bublewski (1904–2007) do końca swojego życia związany był z harcerskim żeglarstwem. Od czasów pobytu w Carycynie (Stalingrad, aktualnie Wołgograd), gdzie mieszkał i uczył się w gimnazjum, a w 1917 r wstąpił do tajnego skautingu – zastępu polskich chłopców pod wodzą Jerzego Naumana uprawiających żeglowanie i „burłaczenie”, aż do 2007 r. był aktywnym propagatorem harcerstwa żeglarskiego. W latach 1924–1928 członkowie Hufca Syberyjskiego organizowali obozy żeglarskie na Helu pod kierownictwem A. Gregorkiewicza. W 1929 roku Państwowy Urząd Wychowania Fizycznego i Przysposobienia Wojskowego zorganizował z udziałem harcerzy pierwszy kurs żeglarski w Jastarni. Generalnym instruktorem był gen. Mariusz Zaruski a harcmistrz Witold Bublewski opiekował się młodzieżą harcerską, która stanowiła ok. 80% stanu kursantów. Obaj stanowili siłę twórczą dla działalności harcerskiego żeglarstwa i żeglarstwa w Polsce. W 1934 roku hm W. Bublewski i porŻP Jan Kuczyński sprowadzili do Polski żaglowiec dla harcerzy. Zbudowany w Szwecji drewniany żaglowiec „Petrea” został zakupiony przez ZHP w 1934 roku w Danii i pod tymczasowym imieniem „Harcerz”  został sprowadzony do budowanego portu w Gdyni w czerwcu. Zakupiony w całości ze składek społecznych, wyremontowany i przerobiony systemem gospodarczym  (m.in. przez cieśli góralskich, harcerzy i studentów) na statek szkolny. Przygotowany przez por.J.Kuczyńskiego i W. Bublewskiego, na wniosek generała M. Zaruskiego, pod zmienionym imieniem „Zawisza Czarny” wypłynął 29 czerwca 1935 r. w pierwszy rejs do Kopenhagi, Londynu, Antwerpii i Amsterdamu. W odwiedzanych portach „Zawisza Czarny” był ambasadorem Polski – budził podziw, uznanie a w Londynie –  i zazdrość brytyjskich skautów. Komendantem żaglowca aż do wybuchu II wojny światowej był gen. Mariusz Zaruski.  „Zawisza Czarny”   był wówczas największym skautowym żaglowcem. Program morskiego wychowania młodzieży propagowany i rozwijany przez W. Bublewskiego w całym kraju był bardzo skuteczny – w 1937 roku podczas ogólnopolskiej konferencji w Komisariacie Rządu w Gdyni, w sprawie rozwoju programu, zdecydowano o zakupie kolejnych 10 jednostek i budowie „Domu Żeglarza”, przy nowym Basenie Jachtowym w Gdyni. W czasie wojny, „Zawisza Czarny” do 1943 r. używany przez hitlerowców jako „Schwarzer Husar”, został przez nich w końcu porzucony i niszczał. Po odnalezieniu po wojnie, sprowadzony do Gdyni według ówczesnych władz nie nadawał się do remontu. Pod nadzorem komunistycznej Służby Bezpieczeństwa w 1949 r. został odholowany i zatopiony na wodach Zatoki Puckiej[3]. Po II wojnie światowej i reaktywowaniu harcerstwa po 1956 roku dh Witold Bublewski był twórcą kolejnego s/y „Zawisza Czarny” oraz harcerskiej flotylli „Czerwoniaków” – jachtów przebudowanych z szalup ratunkowych m/s Batory. Następcą pierwszego żaglowca został również s/y „Zawisza Czarny” – stalowy, trzymasztowy szkuner z ożaglowaniem typu Va Marie. Pod bukszprytem znajduje się galion – rzeźba przedstawiająca głowę rycerza z Garbowa – Zawiszy Czarnego. Jednostkę zbudowano na bazie kadłuba statku rybackiego (lugotrawlera) Cietrzew, zwodowanego w 1952 r. w Stoczni Północnej w Gdańsku. Statek został przekazany ZHP przez Ministerstwo Żeglugi i przebudowany na żaglowiec. Po dwóch kapitalnych remontach szkuner w dalszym ciągu służy harcerskim żeglarzom[4]
- W Polsce pierwszym klubem żeglarskim był Chojnicki Klub Żeglarski[5], założony w 1922 przez Ottona Weilanda.
- 1 stycznia 1959 roku Zarząd Główny Polskiego Związku Żeglarskiego powołał do istnienia Centralny Ośrodek Żeglarstwa Polskiego Związku Żeglarskiego im. Andrzeja Benesza w Trzebieży nad Zalewem Szczecińskim.

## Klasyfikacja żeglarstwa
W swoim głównym znaczeniu dotyczy pływania po wodzie. Jednak oprócz typowego żeglarstwa na żaglówkach, jachtach i żaglowcach istnieje również specyficzna odmiana żeglarstwa wodnego na deskach z żaglem, zwana windsurfingiem oraz kiteboarding, czyli rodzaj deski przypiętej do nóg, z jednostką napędową w postaci latawca.
Elementem żeglarstwa jest jachting, który obejmuje tylko pływanie turystyczne i sportowe na jachtach.
Odmiany żeglarstwa poza wodą to żeglarstwo lodowe, a także dość mało popularne żeglarstwo lądowe pod postacią różnych eksperymentalnych pojazdów kołowych napędzanych żaglami, które ogólnie nazywa się żaglowozami.
Typową klasyfikację można przeprowadzić według następujących kryteriów:
- Miejsce:
  - woda (żaglowiec)
  - lód (bojer)
  - ląd (żaglowóz)
- Akwen (obszar):
  - śródlądowy
  - morski
- Rodzaj:
  - regatowe (sportowe)
  - turystyczne
- Sprzęt:
  - łódź (żaglowiec, jacht)
  - deska (windsurfing, kiteboarding)
  - bojer
  - żaglowóz

## Żeglarstwo sportowe
Klasa w żeglarstwie to kategoria jachtów, łodzi lub desek windsurfingowych o zbliżonych parametrach startujących w regatach.
Klasa olimpijska to klasa jachtu, na której ścigają się zawodnicy na igrzyskach olimpijskich. 39 klas jachtów jest lub było klasami olimpijskimi.

### Obecne klasy olimpijskie
- 470 (w konkurencjach mix)
- 49er (w konkurencji mężczyzn)
- 49er FX (w konkurencji kobiet)
- Nacra 17 (załogi mieszane kobiet i mężczyzn)
- Finn (w konkurencji mężczyzn)
- Laser (w konkurencji mężczyzn)
- Laser Radial – odmiana standardowej klasy Laser (w konkurencji kobiet)
- RS:X (windsurfing) (w konkurencjach mężczyzn i kobiet)

Daje to w sumie 10 konkurencji rozgrywanych podczas igrzysk olimpijskich:
Jachty jednokadłubowe
- jednoosobowe

1. Laser – mężczyzn
2. Laser Radial – kobiet
3. Finn – mężczyzn

- dwuosobowe
  1.  470 – kobiet i mężczyzn
  2.  49er – mężczyzn
  3. 49er FX – kobiet

Jachty wielokadłubowce (katamaran)
1. Nacra 17

Windsurfing
1. RS:X – kobiet i mężczyzn.

### Byłe klasy olimpijskie (między innymi)
- R 12 M (1908–1920)
- FD (1960–1992)
- Tempest (1972–1976)
- Europa (1992–2004)
- Tornado (1976–2008)
- Star (1932–2012)